# 奖杯

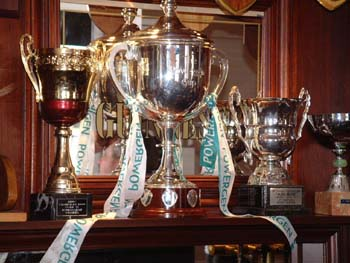
波爾根盃（Powergen Cup）

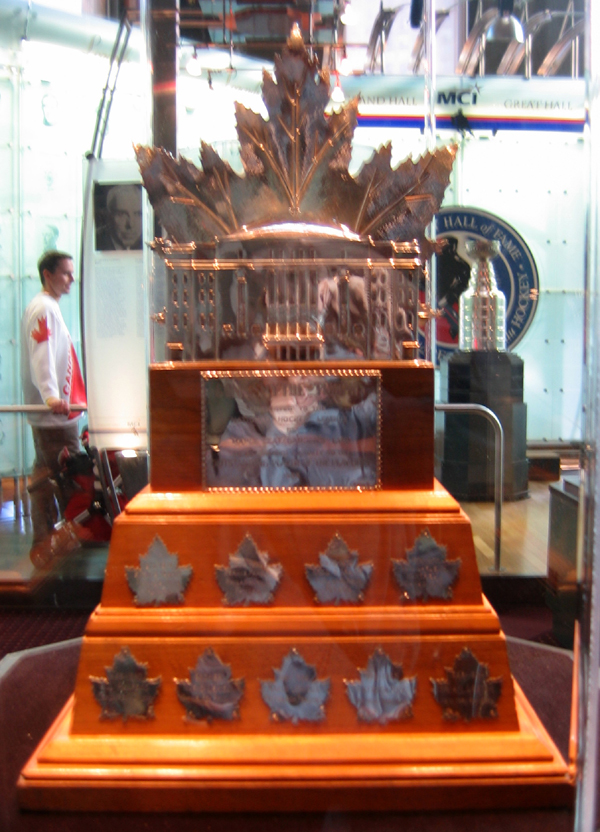
康恩·斯邁思盃（Conn Smythe Trophy Cup）

獎盃（英語：Trophy Cup）是对那些在某一领域中有杰出表现的人物所提供的一种奖励物品，特别是在大规模的巡回体育竞技运动中所常见，运动选手通过公平的竞赛活动来赢取胜利，胜利者会得到主办者给予某些物品作为奖励。
奖盃多为盃状，與歐洲歷史上慶典常用的愛杯傳統有關。但也有些其他的奖励品不是采用杯状的，它们可能采用盘状、人像、雕塑或其他的形状。